# Jennifer Bishop
Jennifer Bishop (* 12. August 1941 in Kalifornien als Alberta Joa-Marie Bishop) ist eine US-amerikanische Schauspielerin.

## Leben
Bishop besuchte nach der Highschool in Camarillo das Ventura College und erhielt in den frühen 1960er Jahren ein Stipendium bei Desilu Productions. Sie hatte ihr Spielfilmdebüt 1963 mit einer kleinen Nebenrolle in Boris Sagals Filmkomödie Die Strolche von Mexiko. In den darauf folgenden Jahren studierte sie Schauspiel bei Lee Strasberg in New York City. Während ihrer Zeit in New York trat sie in einigen Off-Broadway-Shows auf. Nach einem kleinen Schauspielauftritt in der Fernsehserie Kobra, übernehmen Sie 1967 nahm ihre Karriere ab 1969 an Fahrt auf; in den ersten beiden Staffeln der Countrymusik-Fernsehshow Hee Haw gehörte sie zur Stammbesetzung. In den 1970er Jahren spielte sie in mehreren Low-Budget-Filmen des Produzenten Al Adamson, darunter Astro-Vampire – Todesmonster aus dem All und Dracula und seine Opfer. Weitere Engagements hatte sie in Big Foot – Das größte Monster aller Zeiten und Mako, die Bestie aus dem Jahre 1976; ihr bislang letzter Spielfilmauftritt. In den darauf folgenden Jahren spielte sie Theater, danach zog sich ins Privatleben zurück und adoptierte ein Kind.

## Filmografie (Auswahl)

### Film
- 1963: Die Strolche von Mexiko (Dime with a Halo)
- 1969: Dracula und seine Opfer (Blood of Dracula's Castle)
- 1969: Das Haus der blutigen Hände (The Mad Room)
- 1970: Big Foot – Das größte Monster aller Zeiten (Bigfoot)
- 1970: Astro-Vampire – Todesmonster aus dem All (Horror of the Blood Monsters)
- 1971: Des Satans heiße Katzen (The Female Bunch)
- 1971: Outlaw Riders
- 1976: Mako, die Bestie (Mako)

### Fernsehen
- 1967: Kobra, übernehmen Sie (Mission: Impossible)
- 1969–1971: Hee Haw
- 1975: Cannon